# هواع (بني سعد)

تعديل مصدري - تعديل

هواع هي إحدى قرى عزلة هواع بمديرية بني سعد التابعة لمحافظة المحويت، بلغ تعداد سكانها 437 نسمة حسب تعداد اليمن لعام 2004.